# Saint-Ouen-sur-Iton
Saint-Ouen-sur-Iton – miejscowość i gmina we Francji, w regionie Normandia, w departamencie Orne.
Według danych na rok 1990 gminę zamieszkiwały 802 osoby, a gęstość zaludnienia wynosiła 57 osób/km² (wśród 1815 gmin Dolnej Normandii Saint-Ouen-sur-Iton plasuje się na 285. miejscu pod względem liczby ludności, natomiast pod względem powierzchni na miejscu 274.).